# Анджела Сарафян
Анджела Сарафян (на арменски: Անժելա Սարաֆյան; родена на 30 юни 1983 г.) е арменско-американска актриса. Играе в ролята на Клементин Пенифатер в сериала на HBO Westworld.

## Биография
Сарафян е родена в Ереван (Армения СССР). Когато е на 4 години семейството ѝ мигрира в САЩ, като се установяват в Лос Анджелис. Баща ѝ, Григор Сарафян, е актьор, а майка ѝ – художничка. Като малка учи балет и пиано.

## Кариера
Сарафян играе Сторми в Sex Ed, както и в няколко други сериала и филми.
Играе Крементин Пенифатер в сериала на HBO Westworld
Играе също в американския филм The Promise (2016), филм за Арменския геноцид.